# パウラ・ペケーノ
パウラ・レナタ・マルケス・ペケーノ（Paula Renata Marques Pequeno、1982年1月22日 - ）は、ブラジルの女子バレーボール選手。ブラジリア出身。ポジションはウイングスパイカー。ブラジル代表。コートネームは「パウラ」。「パウラ・ペケノ」と表記される場合も多数あり。

## 来歴
2002年、ブラジル女子代表入りを果たす。2005年ワールドグランプリで優勝に貢献し、MVPを受賞。大会後に代表を一時離脱し産休に入ったが、出産後すぐにトレーニングを再開し、2006世界選手権で代表復帰した。
2008年北京オリンピックでは、ブラジル女子初の金メダル獲得に貢献し、MVPを獲得した。2012年のロンドンオリンピックでも、チーム2連覇に貢献した。

## 球歴
- オリンピック - 2008年（金メダル）、2012年（金メダル）
- 世界選手権 - 2006年（銀メダル）
- ワールドカップ - 2007年（銀メダル）
- ワールドグランプリ - 2005年（優勝）、2008年（優勝）

## 所属クラブ
- ASBAC （1994-1997年）
- Leites Nestlé （1997-1998年）
- Dayvit （1998-1999年）
- Osasco Voleibol Clube （1999-2009年）
- ザレチエ・オジンツォボ （2009-2010年）
- Volei Futuro Araçatuba （2010-2012）
- フェネルバフチェ（2012-2013年）
- Brasília Vôlei（2013-）